# Rizzardo Brenioli
Rizzardo Brenioli, né le 27 juin 1930 à Rimale di Fidenza en Émilie-Romagne et mort le 15 décembre 1993 à Florence, est un coureur cycliste italien. Professionnel de 1958 à 1960, il a remporté une étape du Tour de Romandie.

## Palmarès

### Palmarès amateur
- 1953
  -  Champion d'Italie de poursuite par équipes amateurs
  - 3e étape du Tour des Pouilles et Lucanie
  - 2e de La Spezia-Chiavari-La Spezia
- 1954
  - Coppa Caldirola
  - 1re étape du Tour d'Ombrie
  - 3e de Milan-Tortone
- 1955
  - 3e de Milan-Tortone
- 1957
  - Bologna-Passo della Raticosa
  - Gran Premio Ezio Del Rosso

### Palmarès professionnel
- 1958
  - 3e de la Coppa Collecchio
- 1960
  - 3e étape du Tour de Romandie

## Résultats sur les grands tours

### Tour de France
1 participation
- 1958 : 43e

### Tour d'Italie
3 participations
- 1958 : 45e
- 1959 : 56e
- 1960 : abandon (10e étape)